# 皱纹团扇蟹
皱纹团扇蟹（学名：Ozius rugulosus）为扇蟹科团扇蟹属的动物。分布于日本、塔希提岛、加罗林群岛、新喀里多尼亚岛、安达曼群岛、尼科巴群岛、若开、柯西湾、台湾岛以及中国大陆的西沙群岛等地，生活环境为海水，一般生活于珊瑚礁浅水中。